# Mignete
Mignete is een plaats (frazione) in de Italiaanse gemeente Zelo Buon Persico.